# Люцерна румунська
Люце́рна руму́нська (Medicago romanica) — багаторічна рослина родини бобових. наукова назва наводиться як синонім до Medicago falcata

## Опис
Трав'яниста рослина 40-80 см заввишки. Стебло висхідне, має густе сірувате опушення. Трійчасті листки складаються з дрібнозубчастих по верхньому краю листочків; прилистки до половини зрослі, у верхній вільній частині — ланцетні. Віночок жовтий, з тупим човником; тичинок 10, з них 9 зрослися нитками в трубочку, а одна — вільна. Квітки зібрані в укорочені головчасті китиці. Цвітіння довготривале, починається в червні і продовжується до вересня. Пагони, що відцвіли, замінюються новими. Плід — біб, малонасінний, прямий або майже прямий.